# Aeroportul Emalamo
Aeroportul Emalamo (IATA: SQN, ICAO: WAPN) este un aeroport din Sanana⁠(d), Kepulauan Sula⁠(d), Maluku Utara⁠(d), Indonezia.
Situat la o altitudine de 2 m, aeroportul dispune de o singură pistă.